# Liberata
Liberata je žensko osebno ime.

## Izvor imena
Ime Libetata izhaja iz latinskega imena Liberatus, ki mu v Sloveniji pomensko ustreza ime Svobodan.

## Različice imena
- moške oblike imena: Svobodan, Libetato, Liberij, Libero
- ženske oblike imena: Libera, Liberia, Liberija, Slobodana, Slobodanka

## Pogostost imena
Po podatkih Statističnega urada Republike Slovenije je bilo na dan 31. decembra 2007 v Sloveniji število ženskih oseb z imenom Liberata manjše kot 5.

## Osebni praznik
V koledarju je ime Liberata zapisano 18. januarja (Liberata, iz italijanskega mesta Como, † okrog leta 580).